# Telegeusidae
Telegeusidae es una pequeña familia de escarabajos en Elateroidea que se encuentra solo en un área limitada entre el suroeste de los Estados Unidos y Ecuador. A veces se consideran un subgrupo de la familia Phengodidae. Estos escarabajos raros y poco conocidos se pueden distinguir porque los pedipalpo (palpos labiales y / o maxilares) son muy alargados y tienen forma de salchicha. No se sabe nada sobre la biología de estos escarabajos.

## Características
Son escarabajos delgados, de pequeños a medianos (2.5 - 5.5 mm), son superficialmente bastante similares a Malthininae de la subfamilia (Cantharidae, Malthininae). La cabeza es bastante grande, delantera y algo plana, con ojos facetados pequeños, pero prominentes y redondos. Los palpos labiales, o maxilares, o ambos, son muy largos y cuelgan debajo de la cabeza como dos o cuatro apéndices en forma de salchicha. El pronoto es pequeño y corto, cuadrado, más ancho que largo. Las alas de la cubierta son suaves, cortas y no cubren las alas ni el torso. Se redondean en la punta como en Malthininae. El cuerpo posterior es largo, delgado y suave. Las patas son cortas y ligeramente curvadas. Las larvas son desconocidas.

## Taxonomía
- Orden Coleoptera
  - Suborden Polyphaga
    - Superfamilia Elateroidea
      - Familia Telegeusidae 
        - Género Telegeusis – común en el suroeste de los Estados Unidos y Panamá
          - Telegeusis debilis Horn, 1895
          - Telegeusis nubifer Martin, 1931
          - Telegeusis schwarzi Barber, 1952
          - Telegeusis texensis Flenor & Taber, 2001
          - Telegeusis sp. Zaragoza, 1975

        - Género Pseudotelegeusis – en Trinidad, Costa Rica, Panamá
        - Género Pseudokarumia en Costa Rica